# Алло, Рене
Рене́ Алло́ (фр. René Alleau, 1917 — 2013) — французский историк-традиционалист и исследователь, писатель и публицист, философ-герметик. Является специалистом-экспертом по истории символизма, алхимии, тайных обществ. Рене Алло является коллекционером, владельцем обширной библиотеки научных и исторических материалов, посвященных герметике и истории алхимии.

## Творчество автора
Основным направлением научных исследований Рене Алло являлись тайные оккультные общества Средневековья и Нового времени, в частности, масонские организации и Приорат Сиона. В 1970 году он выпустил критическое издание трактата известного парижского книготорговца и алхимика Николя Фламеля «Книга иероглифических фигур» (1409).
Значительная часть исследований историка посвящена оккультной истории нацистской Германии. Так, согласно утверждениям Александра Дугина, в своей книге «Гитлер и тайные общества» Рене Алло описывает историю создания «Общества Туле», затронул эсхатологические аспекты нацизма. По убеждению Дугина, именно Алло, будучи профессиональным исследователем символизма и «герметиком», впервые указал на символизм зелёного цвета в так называемом «эзотерическом гитлеризме». Там же указывается, что он связал этот символизм с цветом ислама, и в его концепциях определенную роль играл даже зелёный цвет любимой чернильной ручки Гиммлера, главы «чёрного ордена» — СС..

### Упоминания у российских авторов
Ссылка на мнение Рене Алло используется в труде российского философа Александра Дугина, в его труде «Философия традиционализма».

## Книги и публикации
- Aspects de l’Alchimie traditionnelle, Paris, Éditions de Minuit, 1953, 240 p.
- De la nature des symboles, Paris, Flammarion, 1958, 126 p.
- Les Sociétés secrètes, leurs origines et leur destin, Paris, Éditions Retz, 1963, 256 p.
- Histoire des sciences occultes, Lausanne, Éditions Rencontre, 1965, 112 p.
- Histoire des grandes constructions, Levallois-Perret, Cercle du bibliophile, 1966, 112 p.
- avec Hubert Larcher et Gwen Le Scouézec, Encyclopédie de la divination, Paris, Tchou, 1964, 551 p.
- Guide de Versailles mystérieux, Paris, Tchou, 1966, 287 p.
- Guide de Fontainebleau mystérieux, Paris, Tchou, 1967, 287 p.
- Hitler et les sociétés secrètes, enquête sur les sources occultes du nazisme, Paris, Cercle du nouveau livre d’histoire, 1969, 367 p.
- Énigmes et symboles du Mont-Saint-Michel, suivi d’une étude historique de Charles de Cossé-Brissac sur l’Ordre de Saint-Michel, Paris, Julliard, 1970, 311 p.
- Guide de la France mystérieuse, Paris, Presses pocket, 1975, 251 p.
- La Science des symboles. Contribution à l'étude des principes et des méthodes de la symbolique, Paris, Payot, 1976, 292 p.
- (dir.) avec Marina Scriabine, René Guénon et l’actualité de la pensée traditionnelle, Actes du colloque internationnal de Cerisy-la-Salle, 13-20 juillet 1973, Paris, Arche de Toth, 1981.
- Articles dans l’Encyclopedia Universalis (Alchimie, Histoire des cartes à jouer, Divination, Démonologie, Magie, Occultisme, Sociétés secrètes, Tradition, Théorie des Eléments)